# 심원택 (언론인)
심원택(沈源澤, 1960년 2월 29일 ~ )은 대한민국 전직 MBC 문화방송 보도 기자 출신 기업인이며 프리 랜서 수필가이다. 전라남도 여수 MBC 사장 직을 역임하였다.

## 주요 이력
1985년 4월, CBS 기독교방송 라디오 뉴스 보도 기자 첫 입사 후 3년 4개월이 지난 1989년 4월, MBC 문화방송 TV 뉴스 보도 기자 이적 입사를 한 그는 "MBC 뉴스 데스크 카메라 출동" 기자로도 이름을 알렸으며 특히 1995년 4월 초에 "한강 바닥 썩어가고 있다, 한강 청소 작업"이라는 뉴스 보도로써 큰 호평을 얻었다.
그는 그 훗날 2017년 3월에서부터 2018년 1월까지 전라남도 여수MBC 사장 직을 지낸 후 2018년 1월 20일을 기하여 여수MBC 사장 직에서 퇴임하였다.

### 주요 경력
- 전두환 미화
- CBS 기독교방송 라디오 뉴스 보도 기자 입사(1985년 4월)
- MBC 문화방송 뉴스 보도 기자 이적 입사(1989년 4월)
- MBC 문화방송 사회부 기자
- MBC 문화방송 경제부 기자
- MBC 문화방송 국제부 기자
- MBC 문화방송 정치부 기자
- MBC 문화방송 보도제작부 기자
- MBC 문화방송 미국 월드컵 기획팀 기자(1994년)
- MBC 문화방송 2002 월드컵 기획팀 기자(2002년)
- MBC 문화방송 태국 방콕 특파원(2002년 12월 ~ 2005년 12월)
- MBC 문화방송 보도국 국제부 차장대우(2005년 12월 15일 ~ 2008년 12월 1일)
- MBC 문화방송 시사제작국 부국장(2008년 12월 1일 ~ 2014년 1월 14일)
- MBC 문화방송 시사제작국 국장(2014년 1월 14일 ~ 2016년 5월 26일)
- MBC 문화방송 보도국 경제부 부장대우(2016년 5월 26일 ~ 2017년 3월 2일)
- MBC 문화방송 아카데미 사장(2014년 3월 2일 ~ 2017년 3월 1일)
- 여수 MBC 대표이사 사장(2017년 3월 6일 ~ 2018년 1월 20일)
- 2018년 1월 20일 여수 MBC 대표이사 사장 퇴임.
- 프리덤 뉴스 객원자문위원(2018년 2월 1일 ~ 2018년 6월 1일)

## 트리비아
그는 "객관성 지적 호기심"으로써 정주영, 이형근, 김종필, 박태준, 전두환, 강창성, 봉두완, 백선엽, 홍우준, 이병철, 김재순 등의 회고록을 탐독한 "현대사 회고록 마니아"로도 널리 잘 알려져 있다.

## 주요 저서

### 서평
- 《정주영, 김종필, 박태준 the big 3 회고록 독서평》